# Pools Luchtvaartmuseum

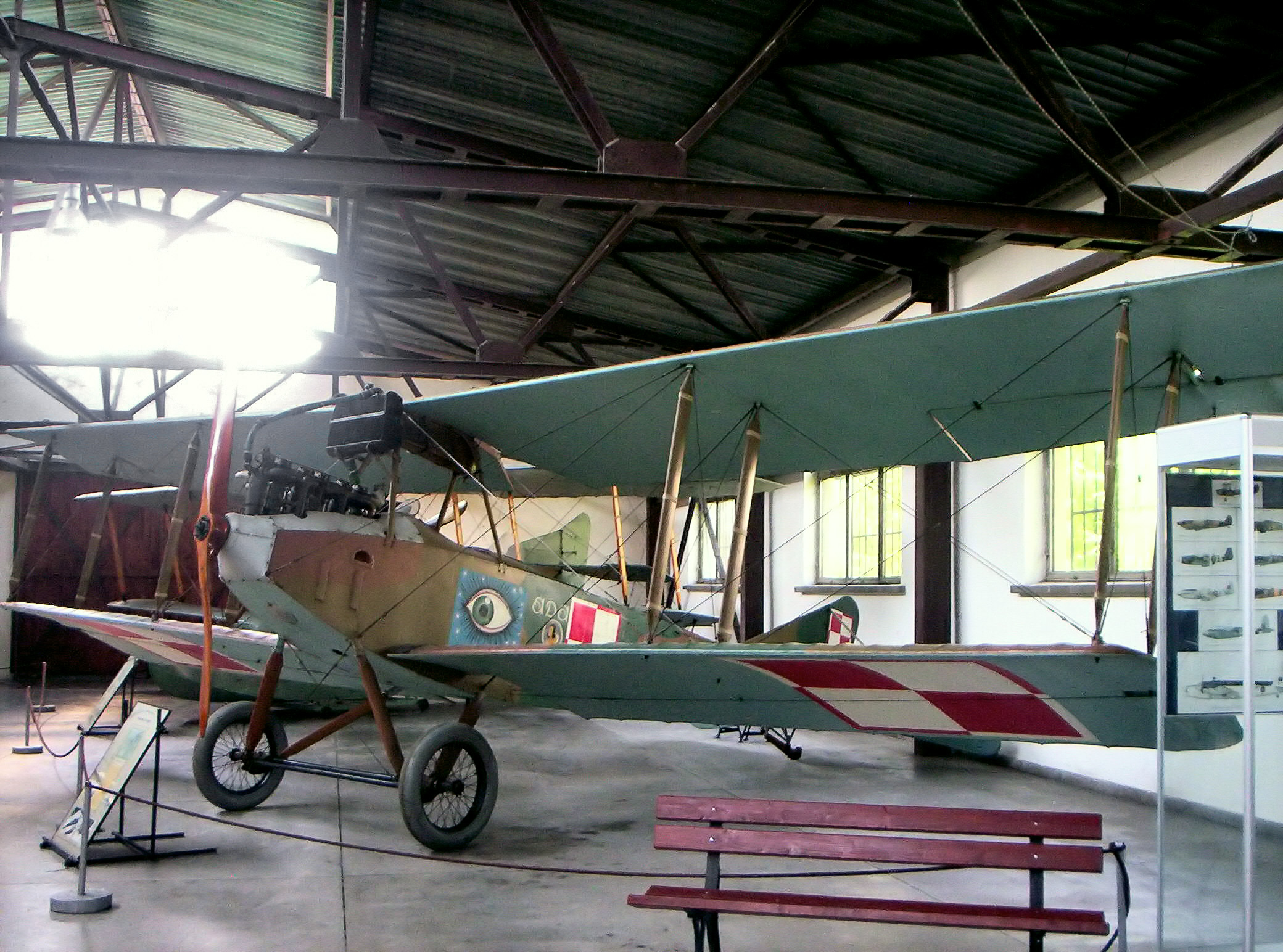
Albatros B.II

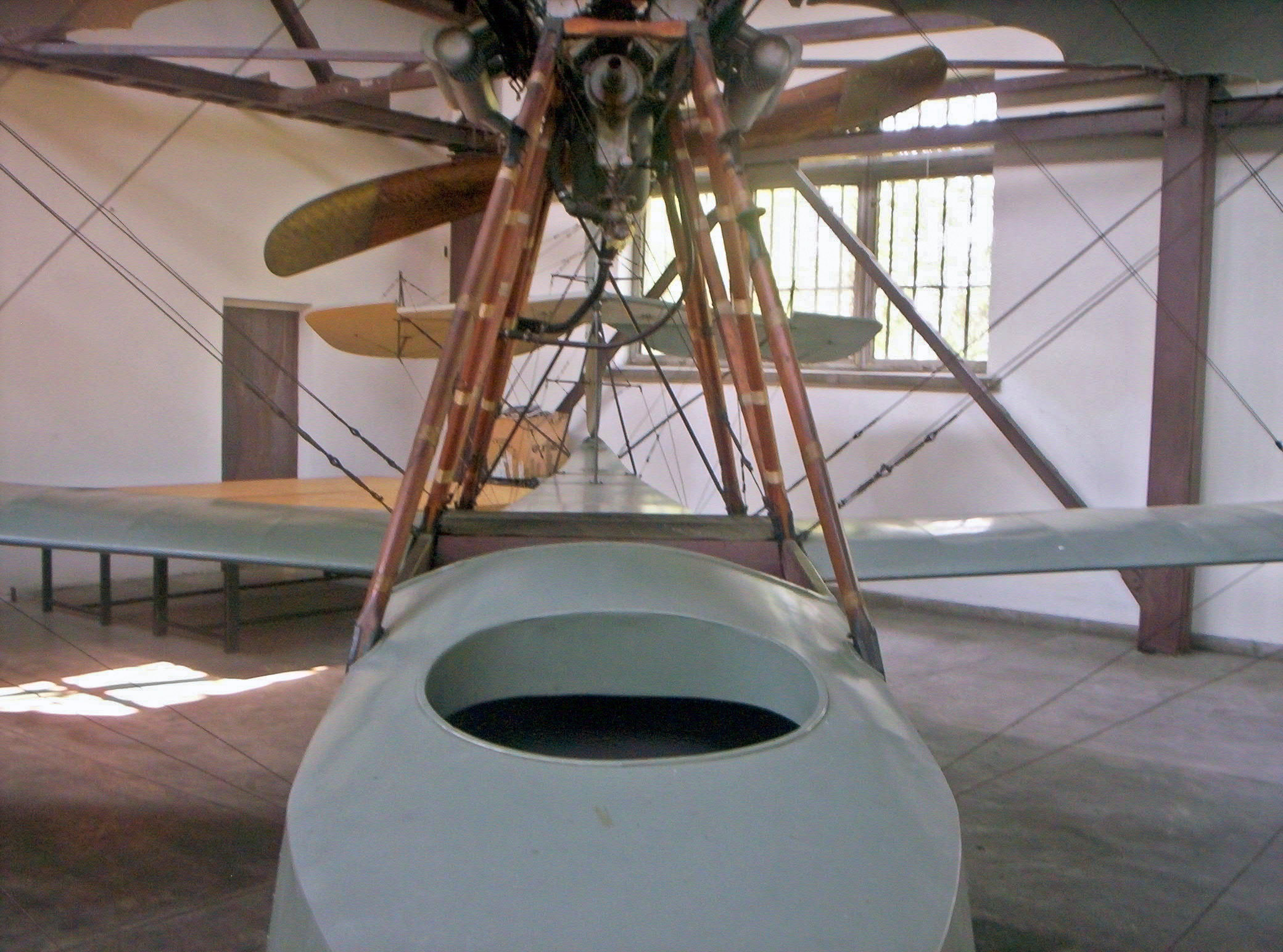
M-15

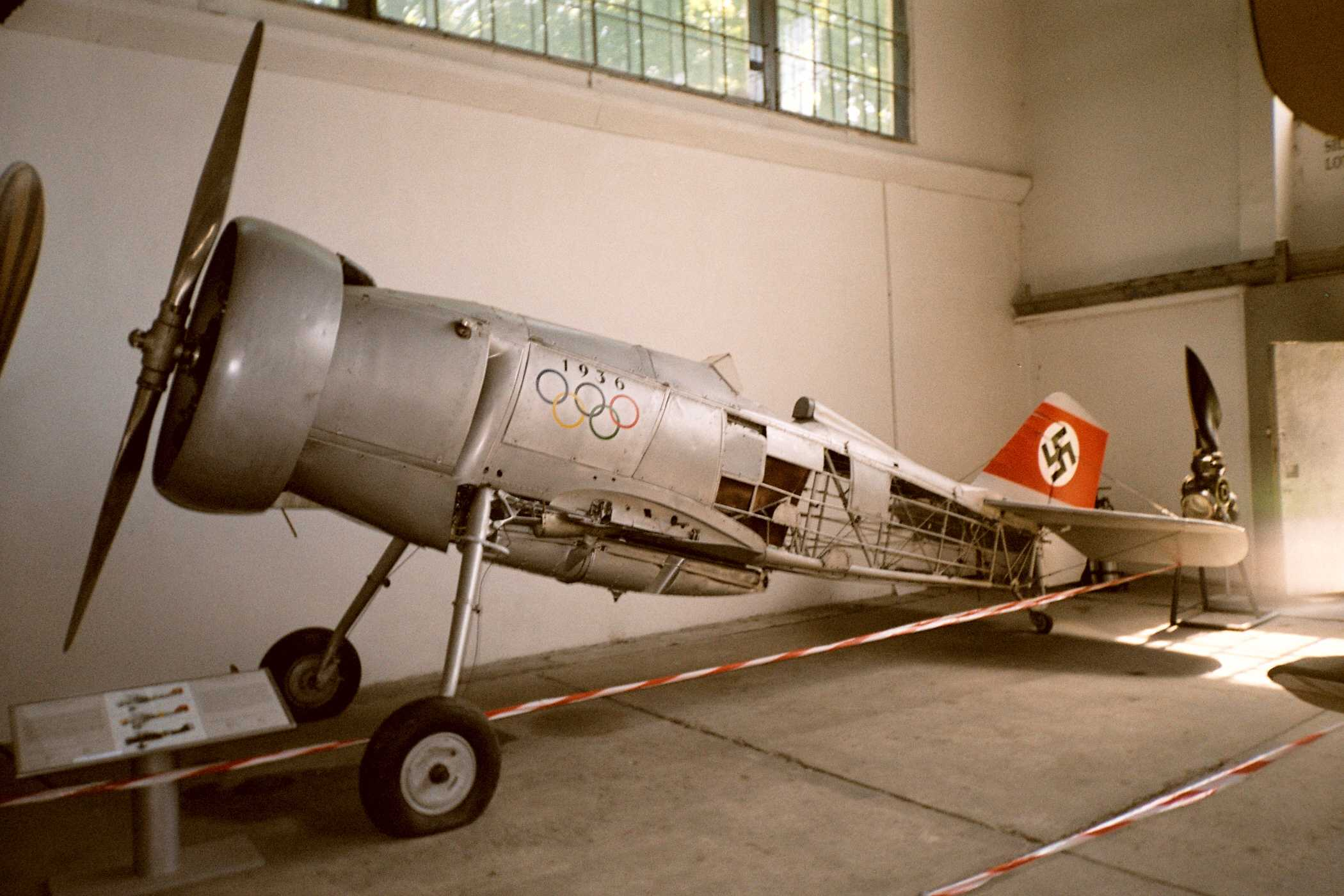
Curtiss Export Hawk II

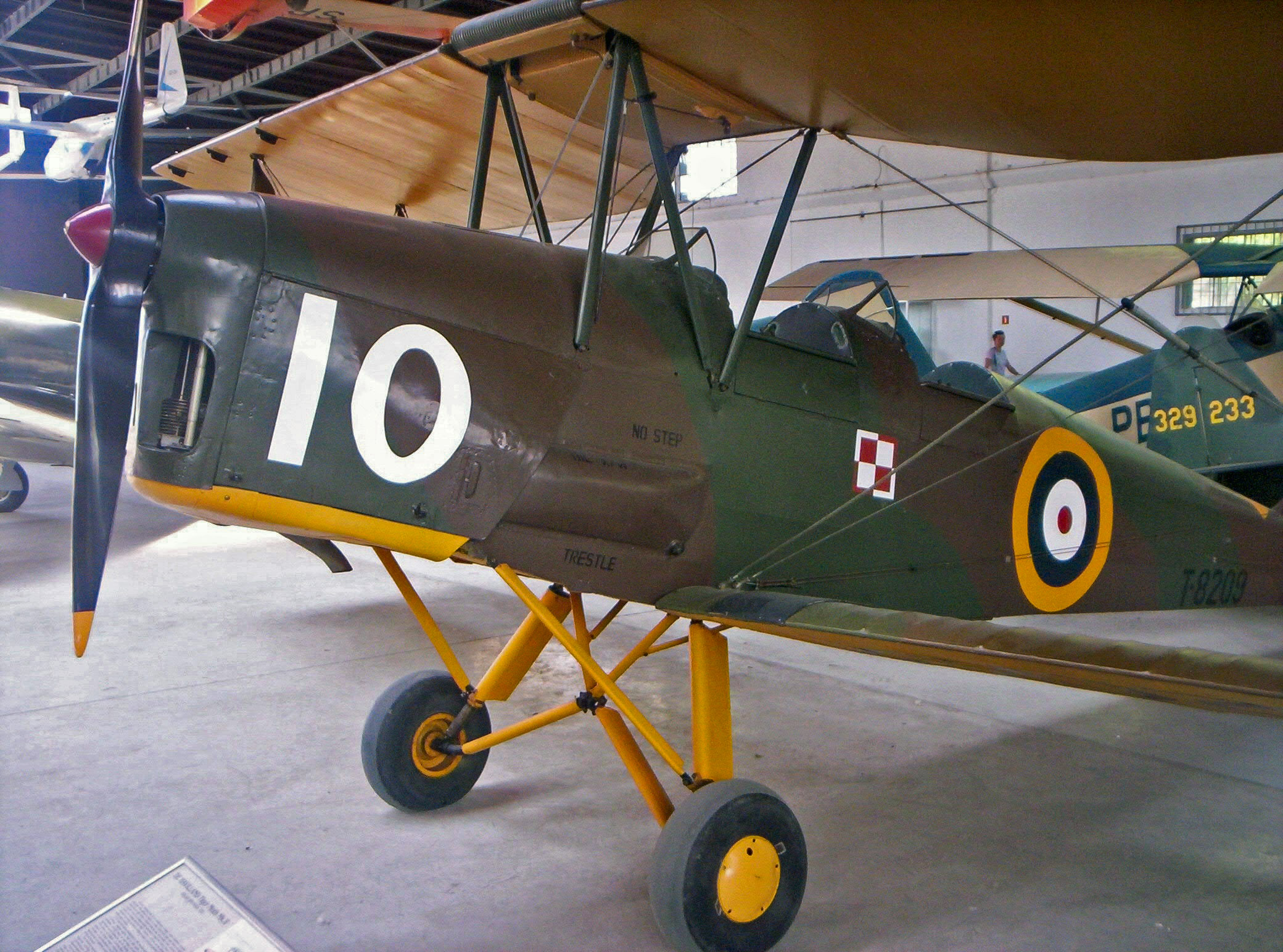
De Havilland 82A Tiger Moth II

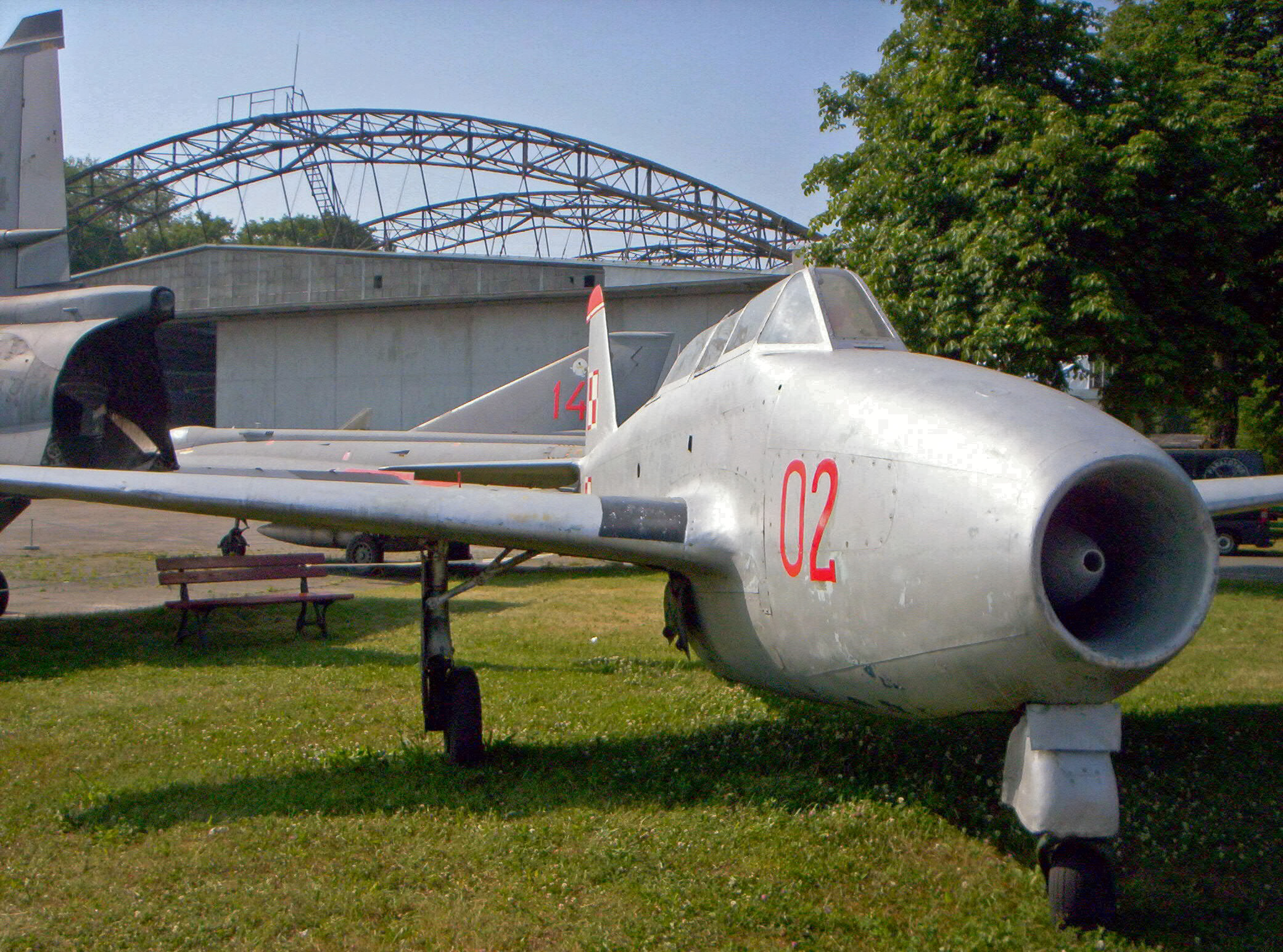
Jak-17UTI

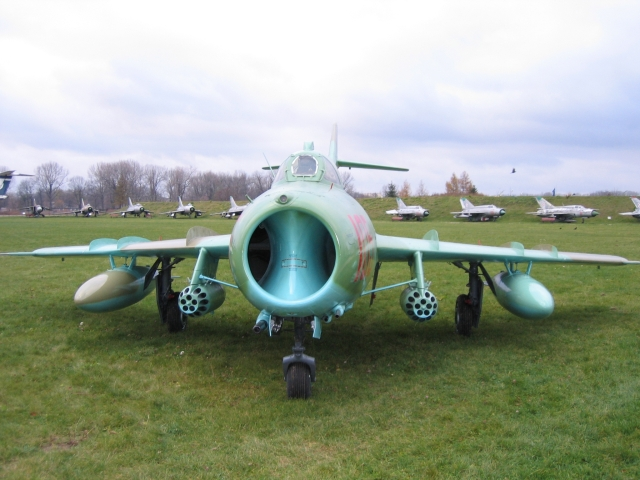
Lim-6bis

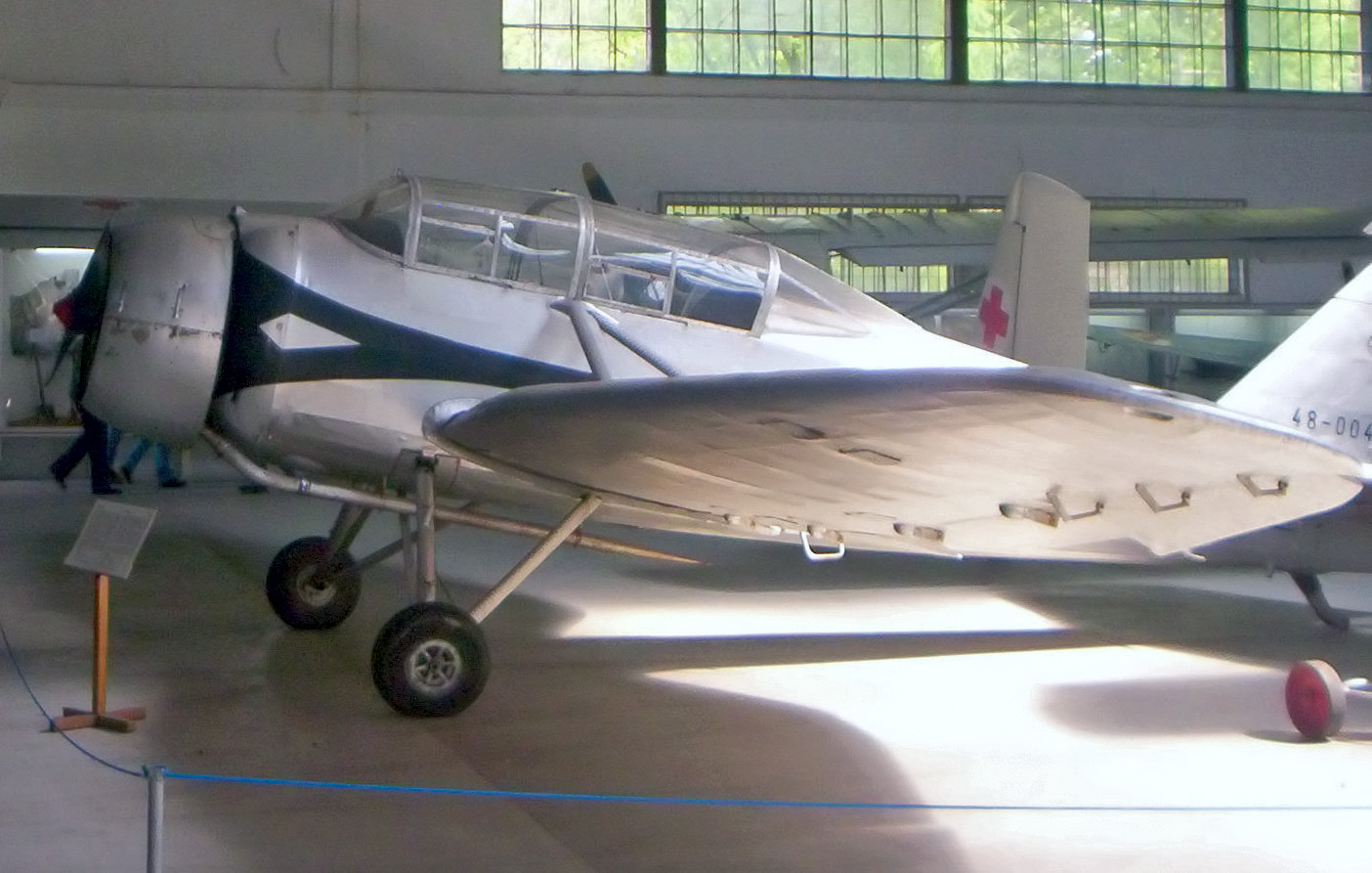
LWD Szpak-4T

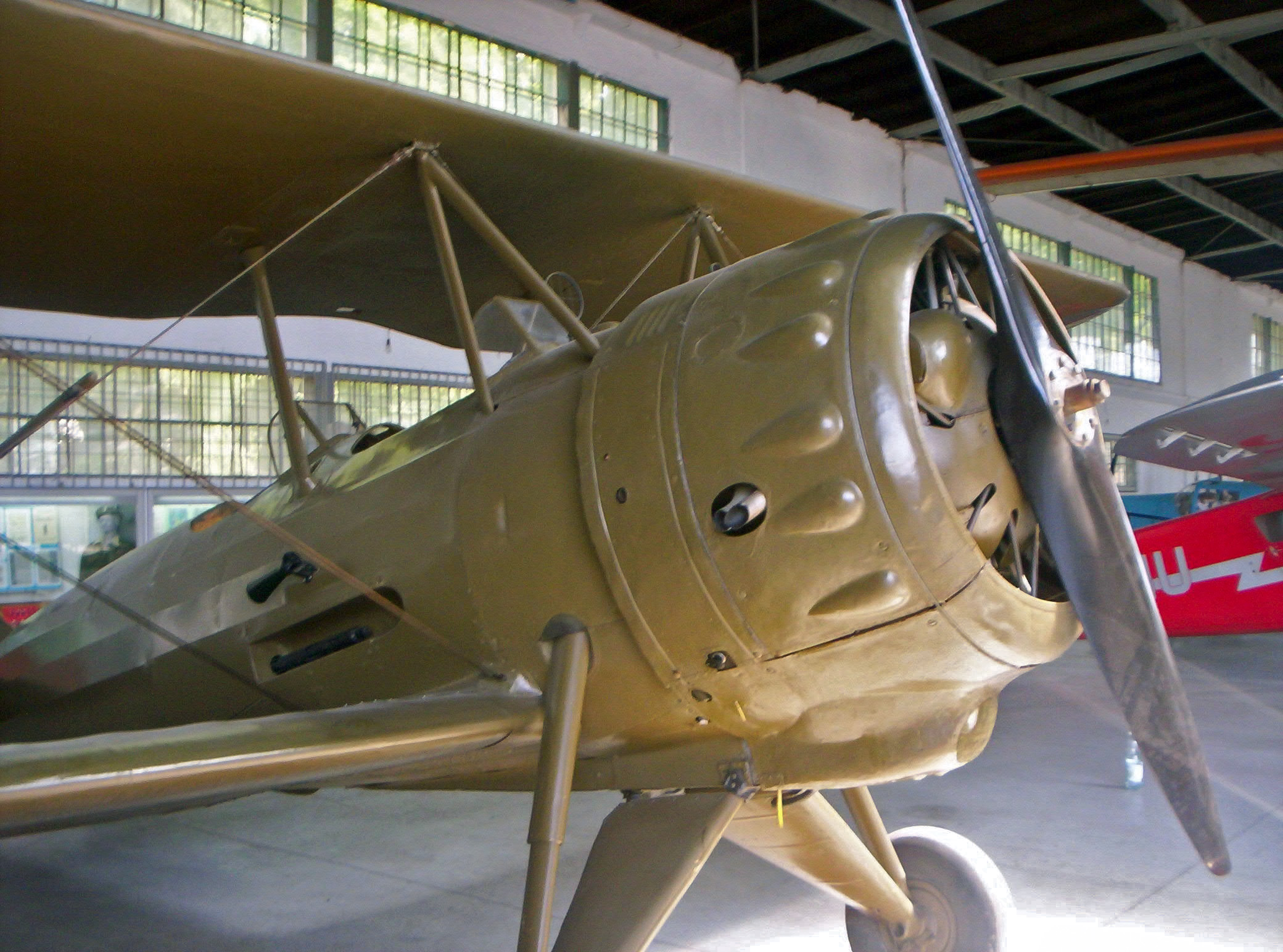
PWS-26

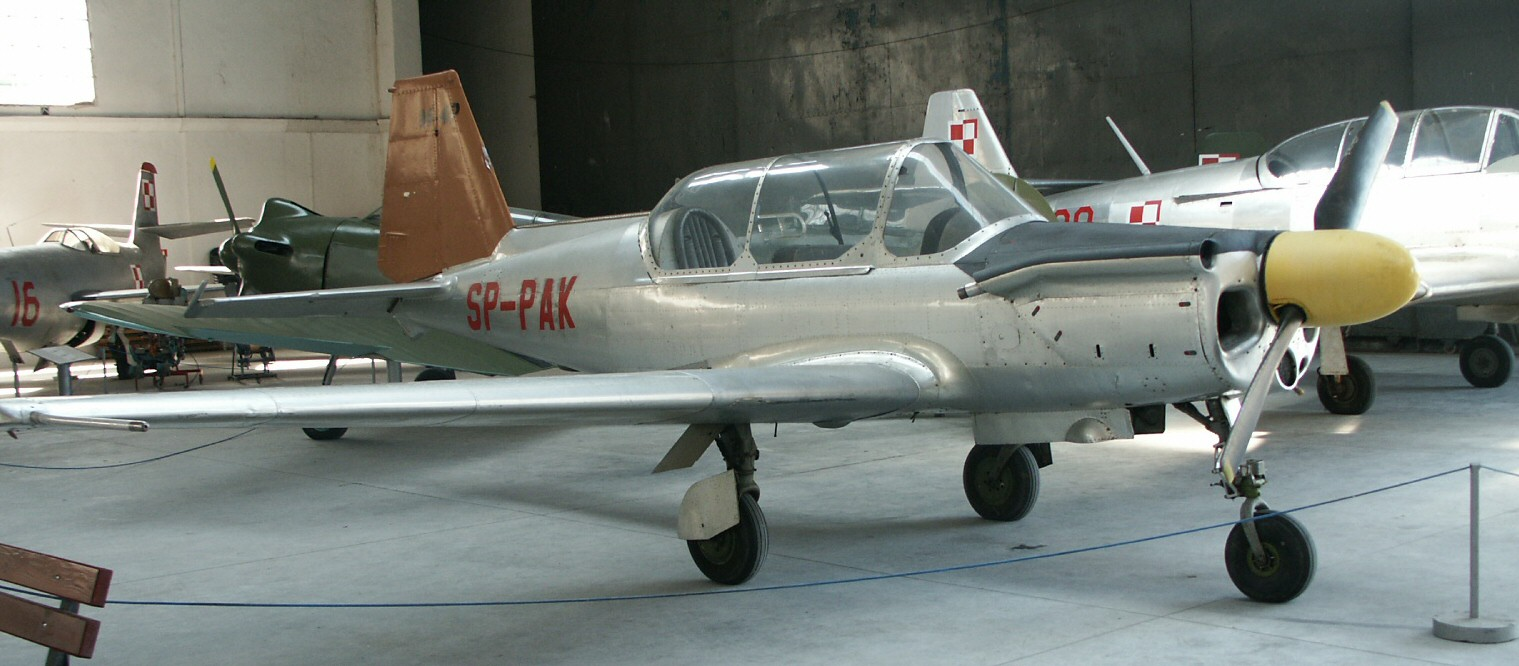
PZL M-4 Tarpan

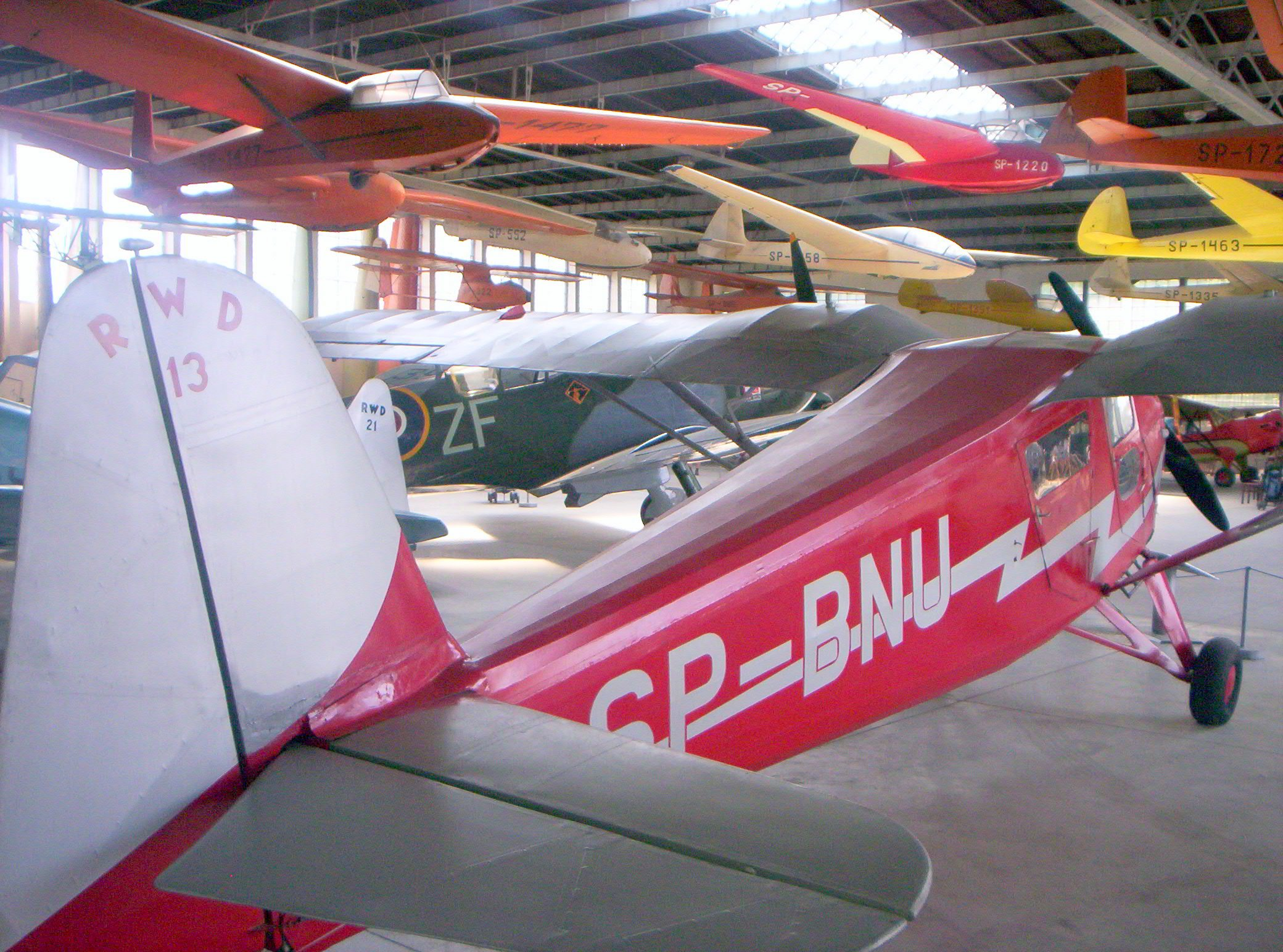
RWD-13

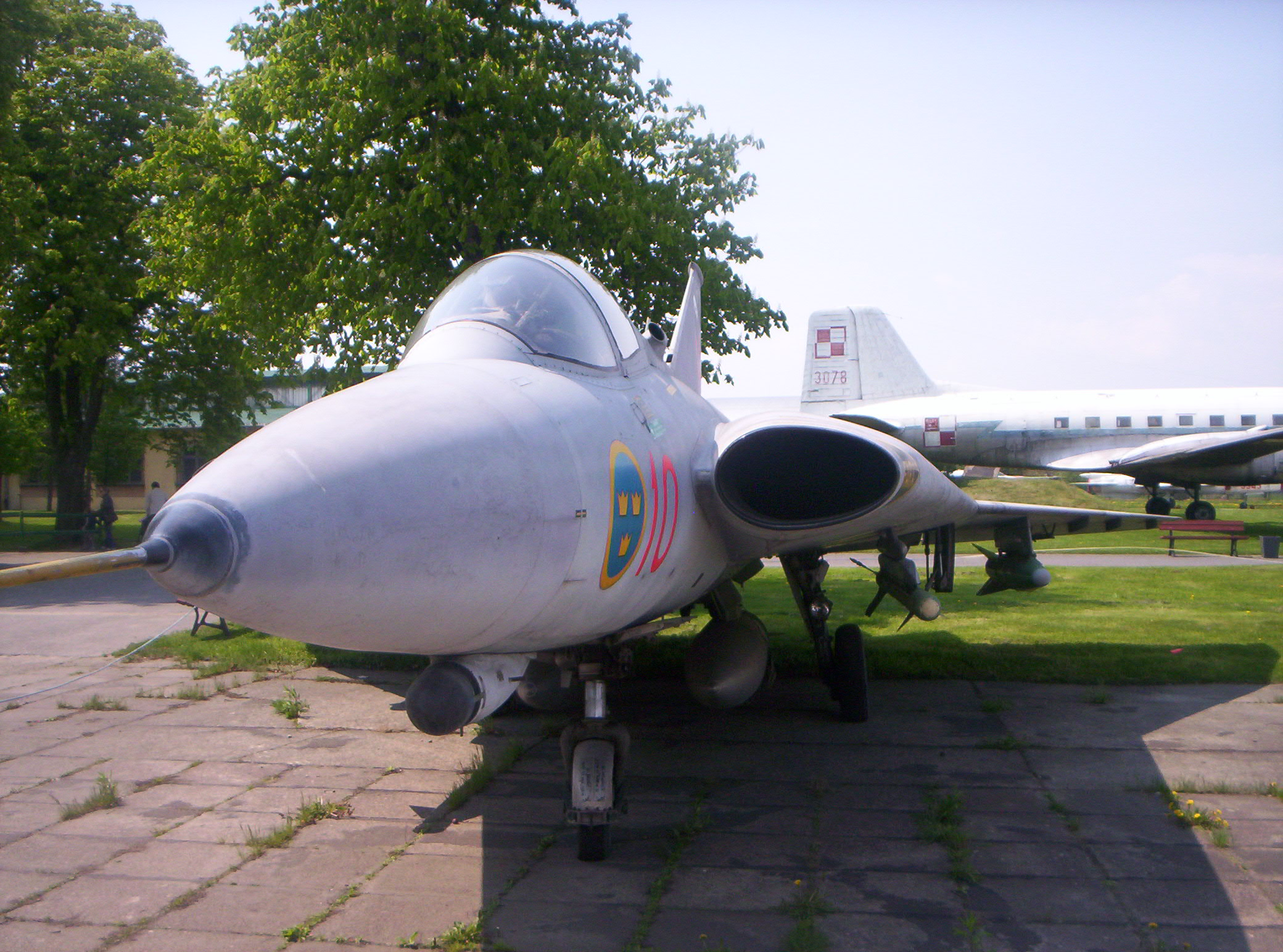
SAAB J 35J Draken

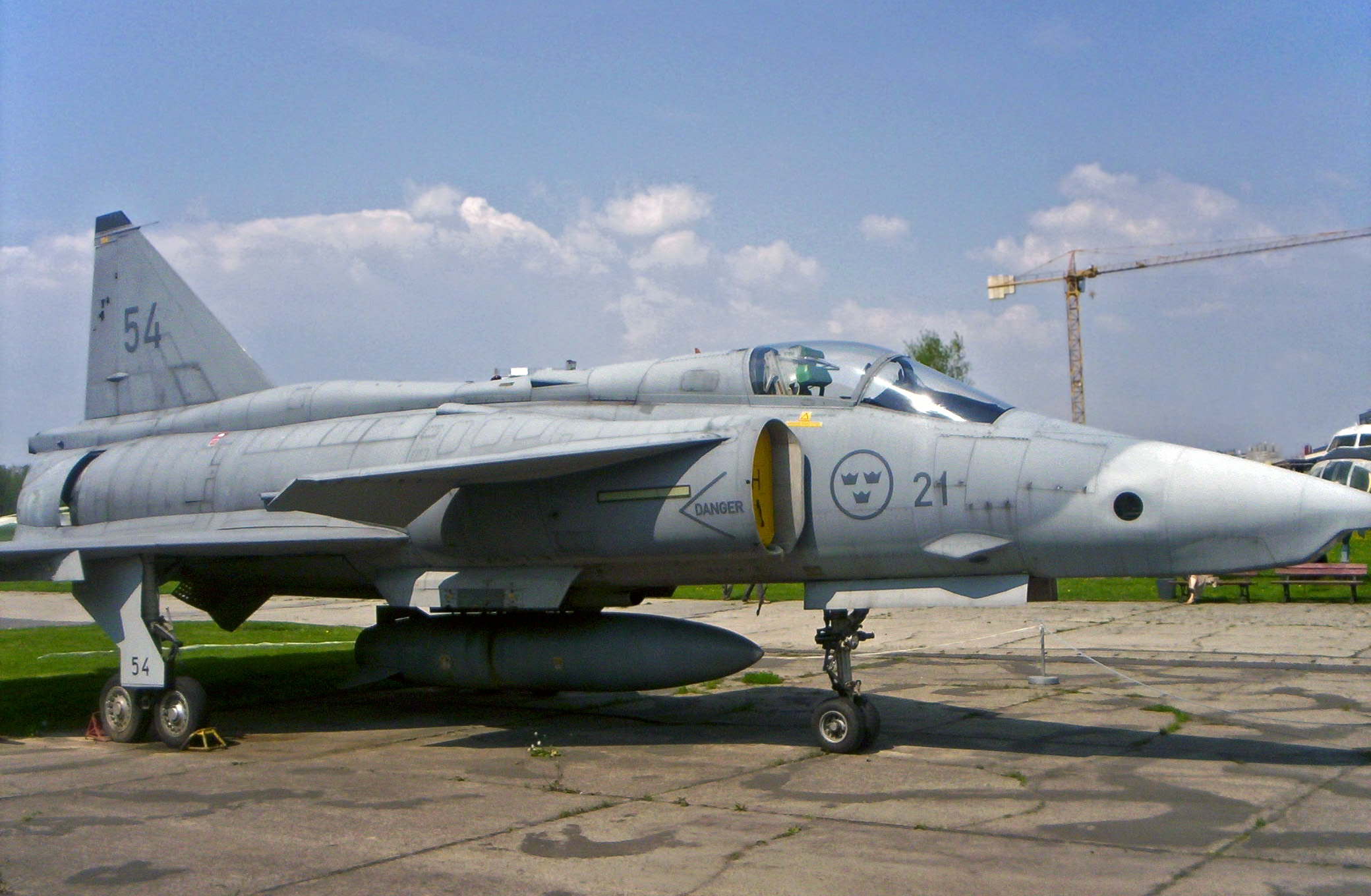
SAAB AJSF 37 Viggen

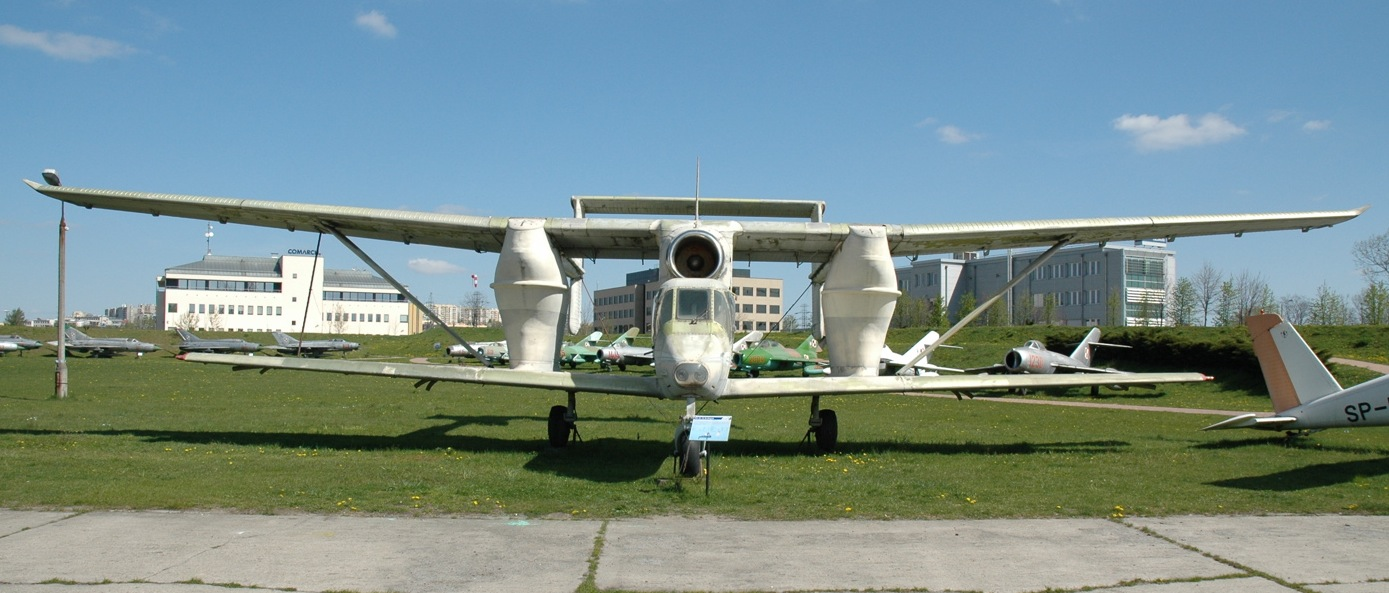
WSK-Mielec M-15 (Belphegor)

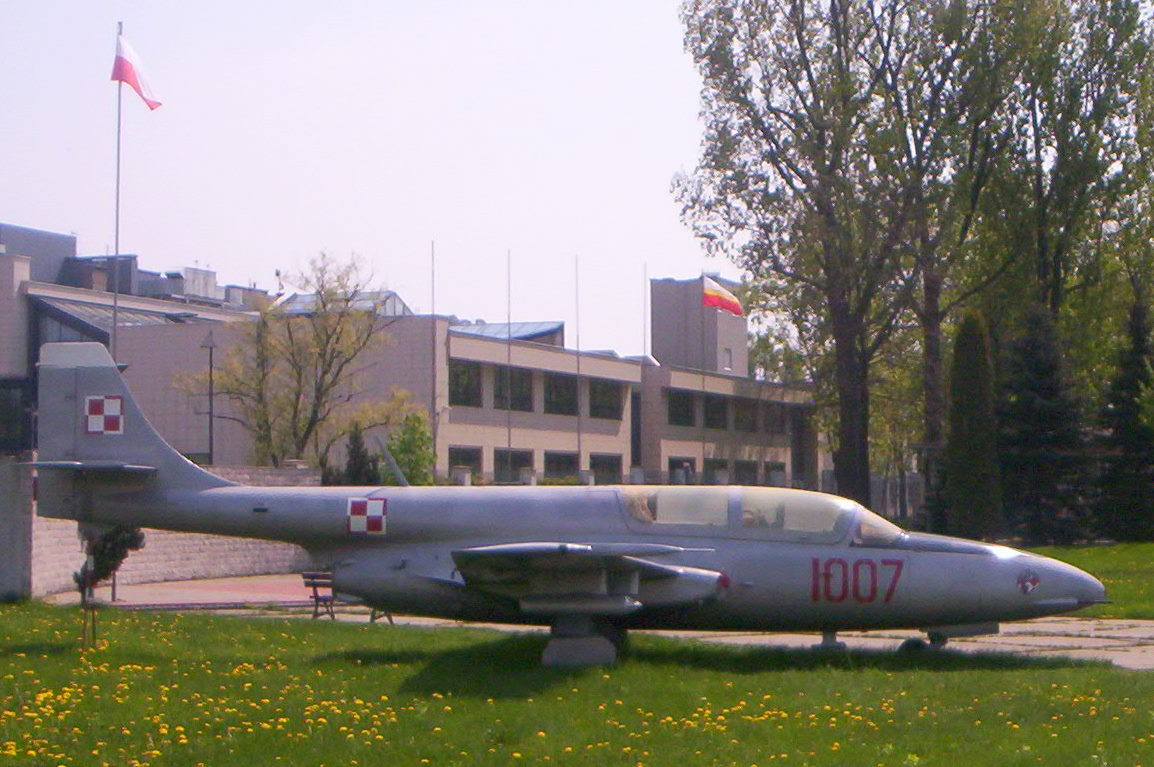
TS-11 Iskra

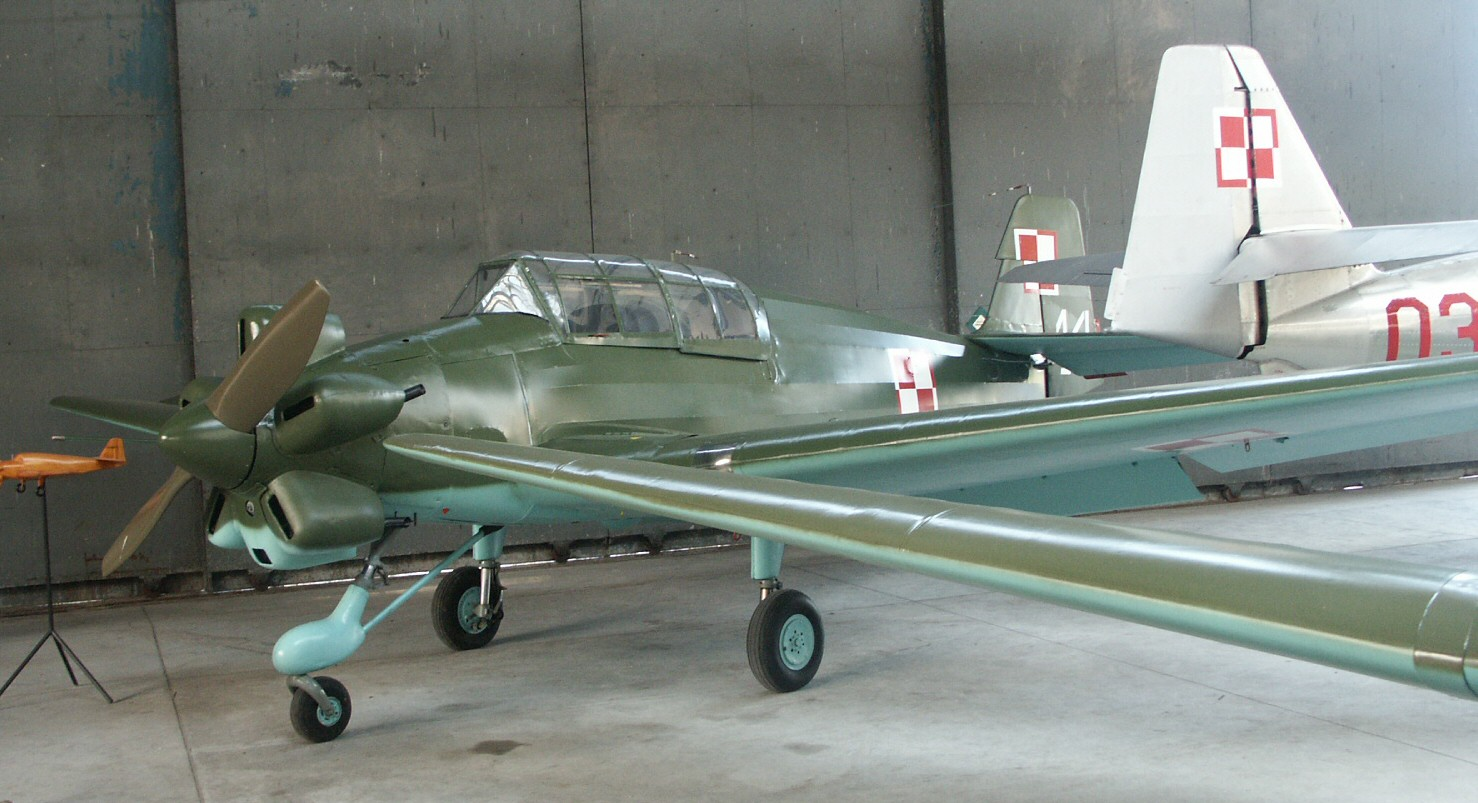
WSK TS-9 Junak 3

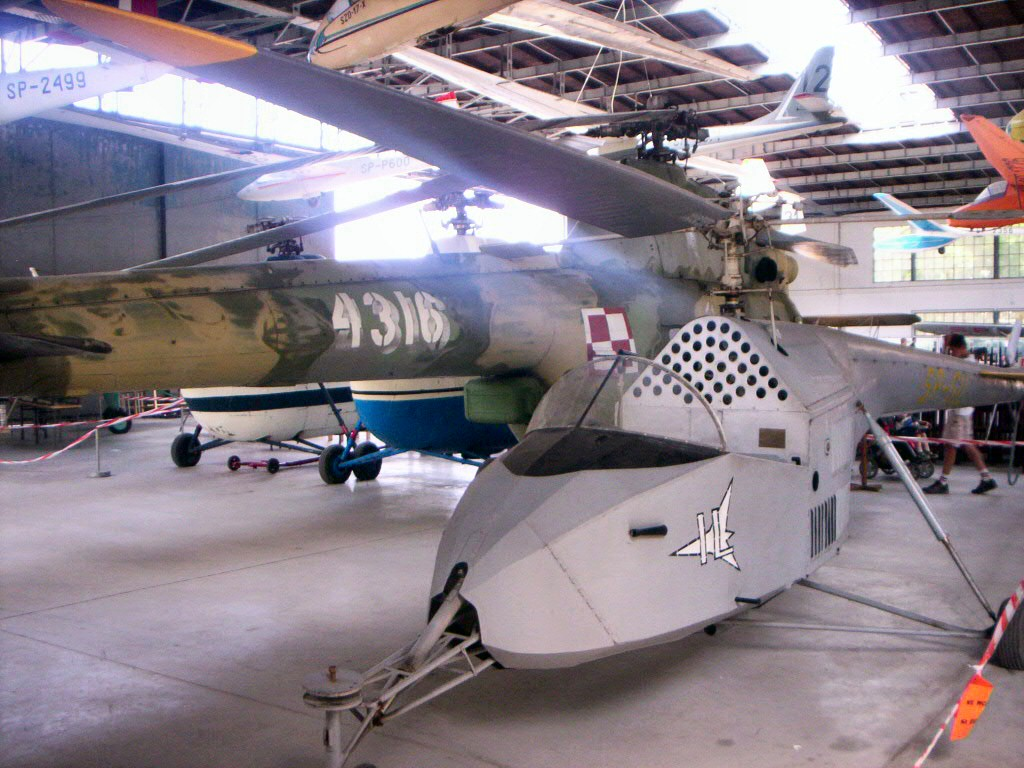
BŻ-1 GIL (SP-GIL)

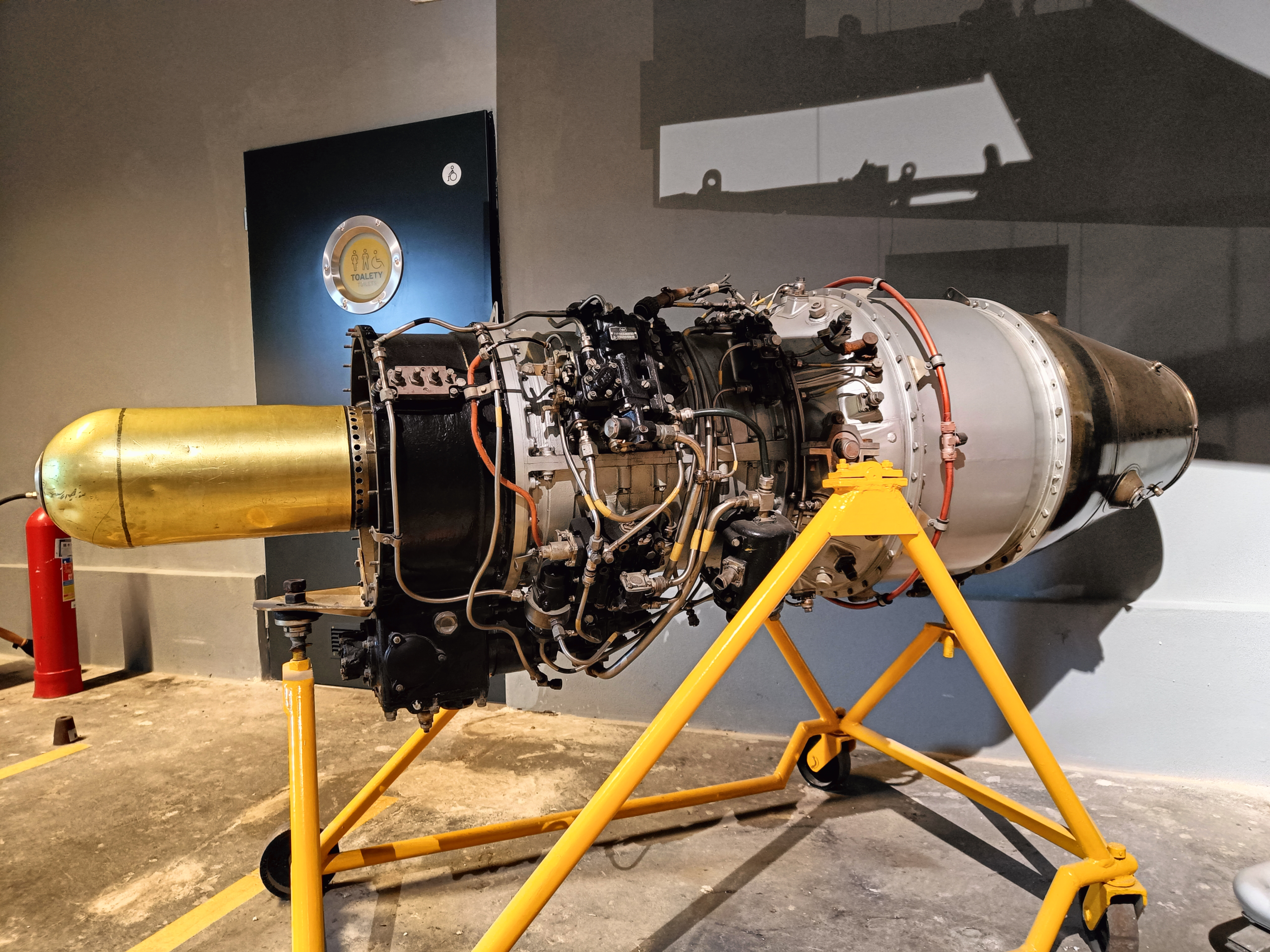
SO-1

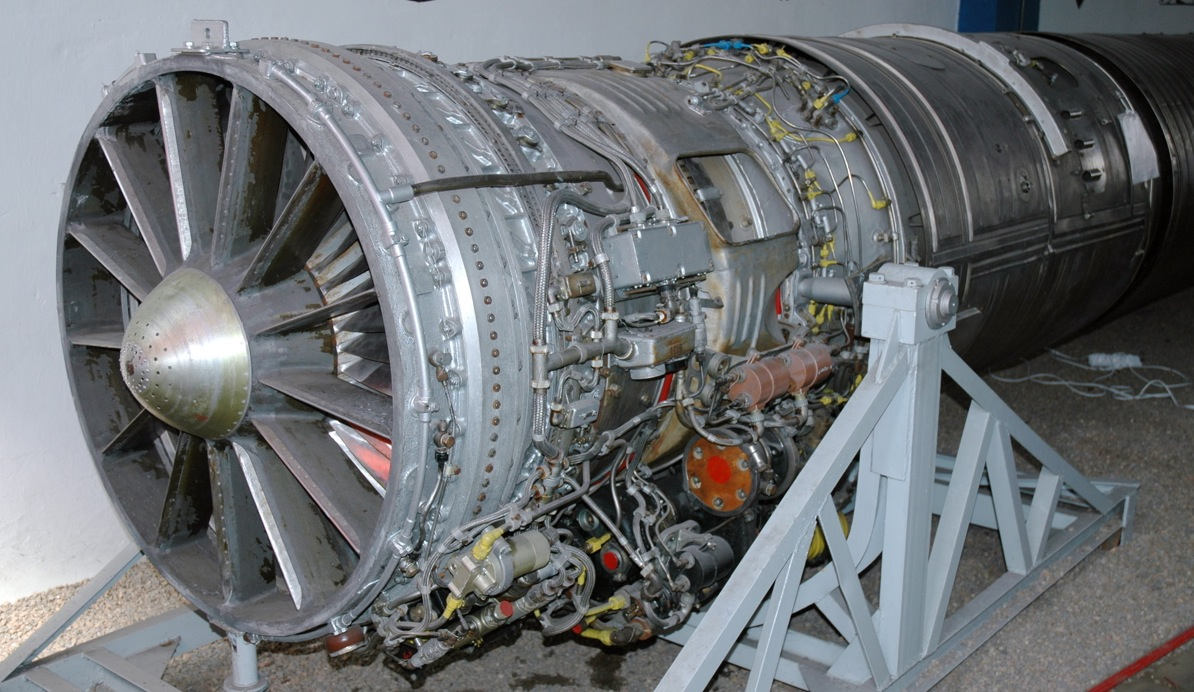
Lyulka AL-7F

Het Pools Luchtvaartmuseum (Pools: Muzeum Lotnictwa Polskiego) is een groot museum met historische en recentere vliegtuigen en vliegtuigmotoren. Het museum is gevestigd in Krakau in het zuiden van Polen, op het terrein van de voormalige luchthaven Kraków-Rakowice-Czyżyny.
De collectie omvat zo'n 200 vliegtuigen, waaronder zweefvliegtuigen, en zo'n 100 vliegtuigmotoren. Het museum huisvest ook een grote bibliotheek en een fotoarchief.

## Exposities

### Vliegtuigen
- Aero Ae-145
- Aero L-60 Brigadýr
- Albatros B.II
- Albatros C.I
- Albatros H.1
- Avia B.33 (in Tsjechië gebouwde Iljoesjin Il-10)
- Aviatik C.III
- Bleriot XI (copy)
- Bücker Bü 131B Jungmann
- Cessna A-37B Dragonfly
- Cessna UC-78A Bobcat
- Curtiss Export Hawk II
- Dassault Mirage 5
- De Havilland 82A Tiger Moth II
- DFW C.V
- Farman IV
- Grigorovich M-15
- Halberstadt CL.II
- Iljoesjin Il-14S (VEB)
- Iljoesjin Il-28R
- Iljoesjin Il-28U
- Jakovlev Jak-11
- Jakovlev Jak-12
- Jakovlev Jak-17UTI (Jak-17W)
- Jakovlev Jak-18
- Jakovlev Jak-23
- Jakovlev Jak-42
- Let L-200A Morava
- Levavasseur Antoinette
- LFG Roland D.VI
- Lisunov Li-2
- LVG B.II
- LWD Szpak-2
- LWD Żuraw
- MAK - 30
- Mikojan-Goerevitsj MiG-19 PM
- Mikojan-Goerevitsj MiG-21 F-13
- Mikojan-Goerevitsj MiG-21 MF
- Mikojan-Goerevitsj MiG-21 bis
- Mikojan-Goerevitsj MiG-21 PF
- Mikojan-Goerevitsj MiG-21 PFM
- Mikojan-Goerevitsj MiG-21 R
- Mikojan-Goerevitsj MiG-21 U
- Mikojan-Goerevitsj MiG-21 UM
- Mikojan-Goerevitsj MiG-21 US
- Mikojan-Goerevitsj MiG-23 MF
- Mikojan-Goerevitsj MiG-29
- North American T-6G Texan
- Northrop F-5E Tiger II
- Piper L-4A Grasshopper
- Polikarpov Po-2 LNB
- PWS-26
- WSK-Mielec M-15 Belphegor
- PZL M-4 Tarpan
- PZL P.11c
- PZL S-4 Kania 3
- PZL Szpak 4T
- PZL-104 Wilga
- PZL-105 Flaming
- PZL-106A Kruk
- PZL-130 Orlik
- RWD-13
- RWD-21
- Saab J 35J Draken
- Saab JASF37 Viggen
- Sopwith F.1 Camel
- Sukhoi Su-7 BKL
- Sukhoi Su-7 BM
- Sukhoi Su-7 UM
- Sukhoi Su-20
- Sukhoi Su-22 M4
- Supermarine Spitfire LF Mk XVIE
- Tupolev Tu-134A
- Tupolev Tu-2S
- WSK Lim-1
- WSK Lim-2
- WSK Lim-5
- WSK Lim-6bis
- WSK Lim-6M
- WSK Lim-6MR
- WSK MD-12F
- WSK SB Lim-2
- WSK SB Lim-2A
- TS-11 Iskra bis B
- TS-8 Bies
- WSK TS-9 Junak 3
- Zlin Z-26 Trener

### Zweefvliegtuigen
- IS-1 Sęp bis
- IS-3 ABC
- IS-4 Jastrząb
- IS-A Salamandra
- IS-B Komar 49
- IS-C Żuraw
- S-1 Swift
- SZD-6X Nietoperz
- SZD-8 bis Jaskółka
- SZD-9 bis Bocian 1A
- SZD-10 bis Czapla
- SZD-12 Mucha 100
- SZD-15 Sroka
- SZD-17X Jaskółka L
- SZD-18 Czajka
- SZD-19-2A Zefir 2A
- SZD-21 Kobuz 3
- SZD-22 Mucha Standard
- SZD-25A Lis
- SZD-43 Orion
- WWS Wrona bis
- WWS-2 Żaba

### Motor-zweefvliegtuig
- HWL Pegaz (SP-590)

### Helikopters
- BŻ-1 GIL
- BŻ-4 Żuk
- JK-1 Trzmiel
- Mil Mi-4 A
- Mil Mi-4 ME
- WSK Mi-2 URP
- WSK Mi-2Ch
- WSK SM-1 (licence Mil Mi-1)
- WSK SM-2

### Vliegtuigmotoren
| - AI-14R - AI-24WT - Alfa Romeo 126 RC 34 - Argus As 10c - Argus As 410 - Argus As 5 - Argus As 7 - Argus As 8 - Armstrong Siddeley Genet - Austro-Daimler DM 200 - Avia M-332 - Avia M-337 - Benz Bz.IVd - BMW 132 Z - BMW 801 D2 - BMW IIIa - Bramo 323 Fafnir - Breda (lic. SPA 6a) - Bristol Cherub I - Bristol Pegasus X - Clerget Blin 9B - Daimler-Benz DB 600 G - Farman 12 WE - Farman 9 EFR - Gnome-Rhône 9KRd Mistral - Gnome-Rhône 9Ab Jupiter - GTD-350 - Hirth HM 504A - Hirth HM 508 - Hirth HM 60R - Hispano-Suiza 12X - Hispano-Suiza 82 - Isotta Fraschini Bianchi V 4B - Junkers Jumo 205 - Junkers Jumo 211 - Junkers L 8 - Klimow M-103 - Klimov VK-105 PF - Le Rhône 9 - Liberty L-12 - LIT-3 (lic. Ivchenko AI-26) - Lorraine-Dietrich 12 EB - Lyulka AL-7F - Maybach HSLU - Maybach Mb.IV - Mercedes Benz F-7502 - Mercedes D.IIIa - Mercedes D.IVa | - Mercedes D IVb - Mercedes E 4F - Mikulin AM-34 - Mikulin AM-35A - Mikulin M-42 - Mikulin AM-38F - NAG C III - Praga Doris 208B - Pratt & Whitney Twin Wasp - PZInż. Junior - PZInż. Major Typ 4 - PZL Pegaz II - PZL Pegaz VIII - PZL WN-3 - R-11 - R-13 - R-27 - RAF 3A Napier - RAF 4A Daimler - RD-10A - RD-500 - RD-9B - Renault 12FE - Renault 6Q11 - Rolls-Royce Eagle Mk IX - Rolls-Royce Kestrel II S - Rolls-Royce Merlin Mk XX - 9D21 - R-11 (SCUD) - Salmson 9 AD - Salmson Z-9 - Siemens-Halske Sh 14 - Wójcicki's ramjet engine - Sunbeam Mohawk - Shvetsov ASh-21 - Shvetsov ASh-62 IR - Shvetsov ASh-82 FN - Shvetsov M-11 D - Shvetsov M-11 FR - Walter HWK 109-501 - Walter HWK 109-507 - Walter Minor 4-III - Walter Mistral K-14 - Wright R-2600-23 Cyclone 14 - Wright Whirlwind R-975 - WSK Lis-2 - WSK NP-1 - WSK SO-1 |